# Пейзаж в романтизме
Пейзаж в романтизме 
Живопись романтизма, расцвет которой пришелся на начало 19 века, отвергала ту роль, которую играло искусство во времена Просвещения, где в первую очередь превозносились классицистические каноны. Ее эстетика обратила свое внимание к процессам переживания и восприятия художника, вместо оценки одной лишь готовой художественной формы или ее содержания. Этот подход сыграл существенную роль в формировании романтической живописи. В произведениях художников-романтиков понятия художественной формы и содержания стали неотъемлемыми частями художественного образа, и примеры картин с изображением пейзажей наиболее ясно демонстрируют эту особенность романтической эстетики. Эти работы выражают особое понимание идеи природы, как цельного живого организма, божественного, способного обрушивать ярость на человека, порождать хаос или, наоборот, преподносить дар, что ярко продемонстрированно в живописи художников-романтиков. Краска, которую наносит художник, становятся для него неотделимой от того, что она значит, поскольку на холст переносится не просто реальный образ какого-либо дерева или куста, а совокупный образ бесконечной природы, платоновский эйдос. Материя и дух оказываются неразрывно связанными в понимании художника-романтика.

## Явления природы и искусства в романтическом пейзаже
В романтической эстетике пейзаж приобрел большое значение. В целом, обращение к природе — одна из общих черт романтизма. Для философов того времени природа и произведение искусства представляли особый интерес, как правило, эти две идеи сопоставляли с организмом, как целостным единством из взаимосвязанных частей, способных к самостоятельной организации, в смысле имеющих целесообразность. В этом плане романтики полностью разделяли утверждение И. Канта о том, что искусство целесообразно, но оно не имеет конечной выраженной цели. Но общее понимание природы и искусства у романтиков гораздо глубже. В философии Ф. Шеллинга природа отражается в виде одной из частей абсолютной всеполноты универсума, образованного в Боге. И одаренный художник, в своем искусстве, способен инстинктивно привнести в произведение некую бесконечность, часть абсолюта, которую невозможно постичь. Для Ф. Шлегеля характерно похожее понимание природы, которая, как и весь универсум, представляет собой некую идею бесконечной поэзии, как платоновского эйдоса, являющегося основой мироздания, а результат творчества художника, в свою очередь, символизирует собой сущность высшей поэтической красоты. Вакенродер определяет природу как язык, на котором изъясняется Бог, а искусство он называет языком, похожим на язык природы, через который творец открывает зрителю «сокровища человеческого духа», имея в виду то, что искусство помогает открыть в человеке божественное. Воззрения Вакенродера были близки Эмерсону, который понимал природу как непосредственный символ духа. Для него природа представляет собой язык, посредством которого Бог говорит с человеком. Однако, в отличие от Вакенродера, Эмерсон видел достижение переживания божественного смысла, или иначе говоря, состояния «сверхдуши», не в искусстве, а лишь в единении с природой.

## Художник и романтический пейзаж
Художники-романтики воплощали свои чувственные переживания на холсте через призму своей души. Образ природы у них находит свое выражения в разных формах, материалах, масштабах, техниках, композиции, цвете и рисунке, поскольку в романтизме нет и не может быть готовой творческой формулы или канона. В работах британского художника Уильяма Тернера пейзаж выражен крайне поэтично — он не стремится точно репрезентировать реальность, раскрывая зрителю отражение нашего мира, которое за счет выразительных средств словно не просто живет своей жизнью, а движется внутри картины. Работы же немецкого художника Каспара Давида Фридриха выглядят более натуралистично, чем картины Тернера, но их также нельзя назвать просто отпечатками реальности, поскольку изображенная художником природа имеет подчеркнуто знаковый характер. Фридрих не изображал природу с натуры, многие явления природы, которые можно увидеть в его работах, сам художник никогда не наблюдал вживую. В характере рисунка, композиции, цвета Фридрих порождает особую меланхолическую и мистическую атмосферу в своих пейзажах. Еще одним примером могут послужить произведения американского художника Фредерика Эдвина Черча, работы которого открывают зрителю широкие просторы американской девственной природы. Его пейзажи наполнены душевным спокойствием — в них нет ни меланхолии Фридриха, ни динамики Тернера. Черч изображает натуралистически проработанные пейзажи, списанные с реальных мест. Романтическое в его картинах выраженно через символы, которые в первую очередь связаны с философией Эмерсона, который олицетворял в американской природе райские сады Эдема.

## Примеры романтических пейзажей

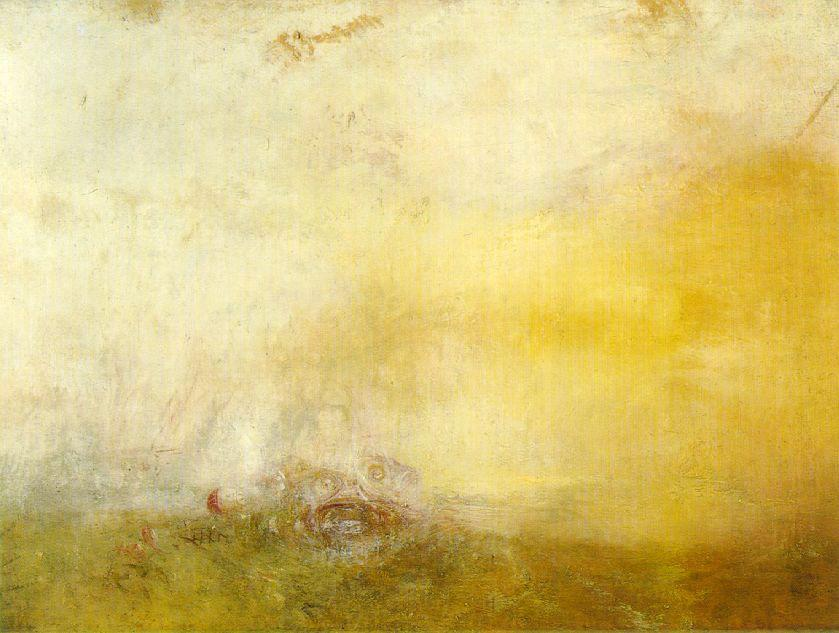
Уильям Тернер Восход с морскими чудовищами. 1845 г. Холст, масло. 91,5х122 см. Галерея Тейт. Лондон
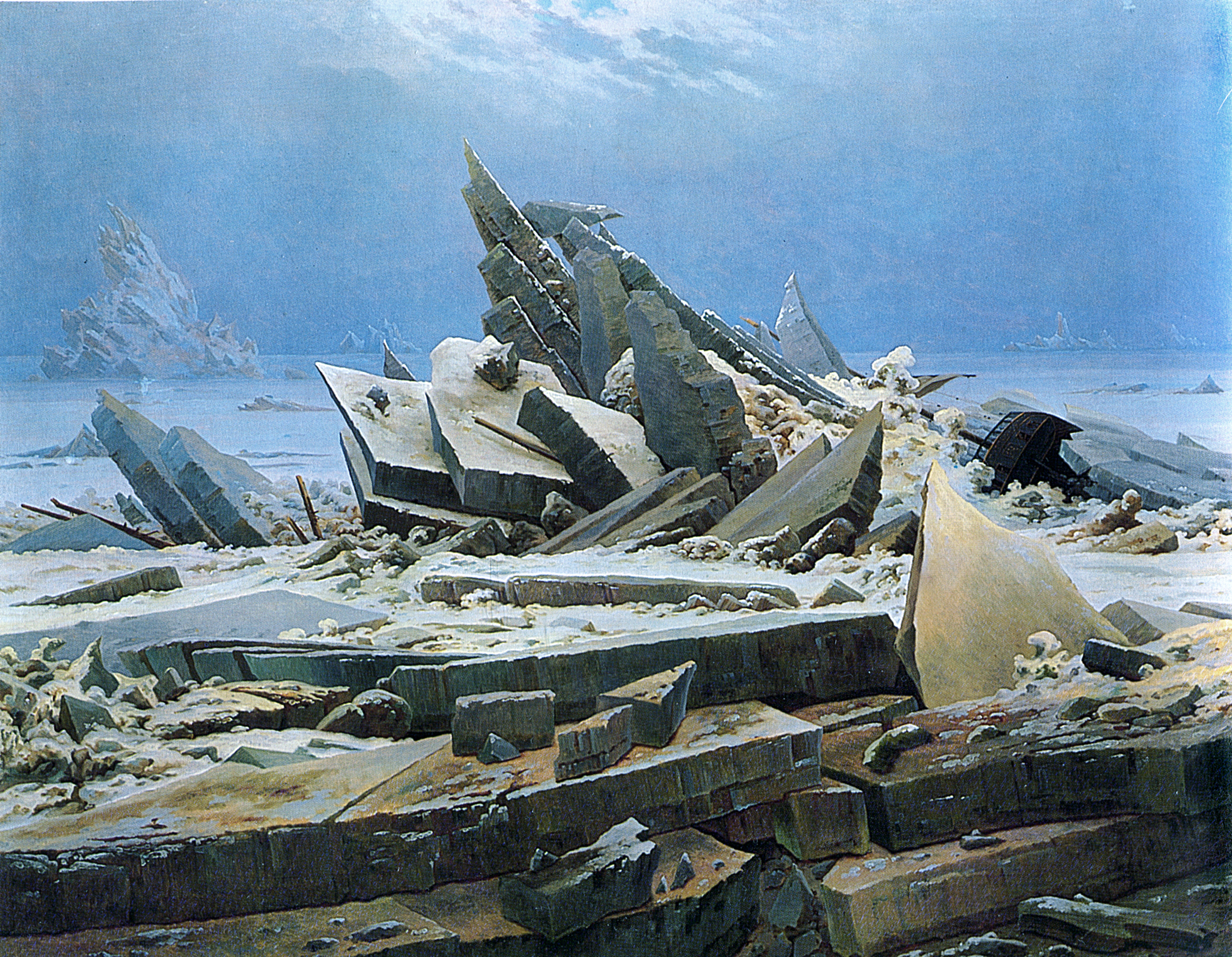
Каспар Давид Фридрих Северный Ледовитый океан. 1822 −1824 гг. Холст, масло. 96,7х126,9 см Национальная галерея Берлина. Берлин
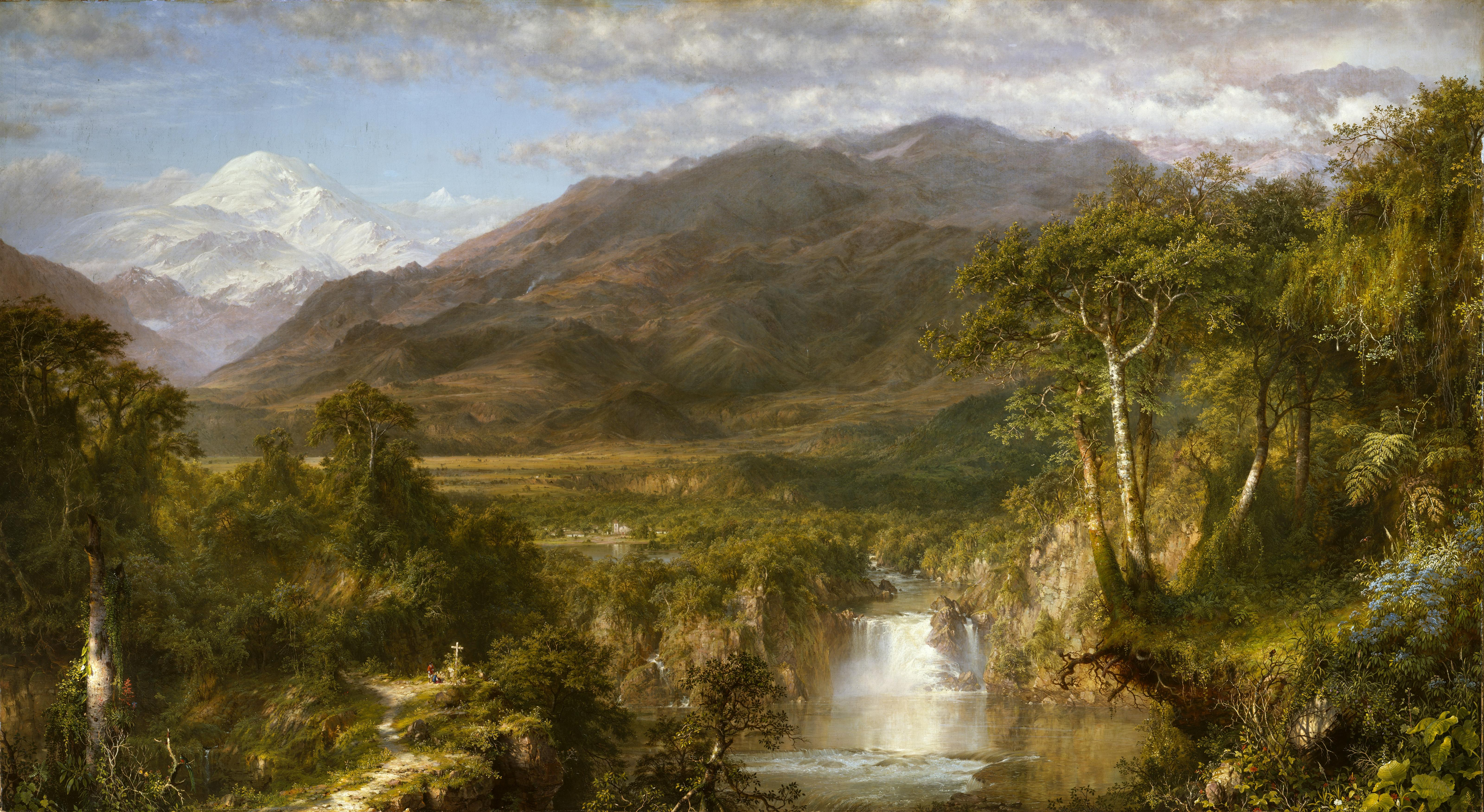
Фредерик Эдвин Черч Сердце Анд. 1859 г. Холст, масло. 167.9х302.9 см. Метрополитен-музей, Нью-Йорк
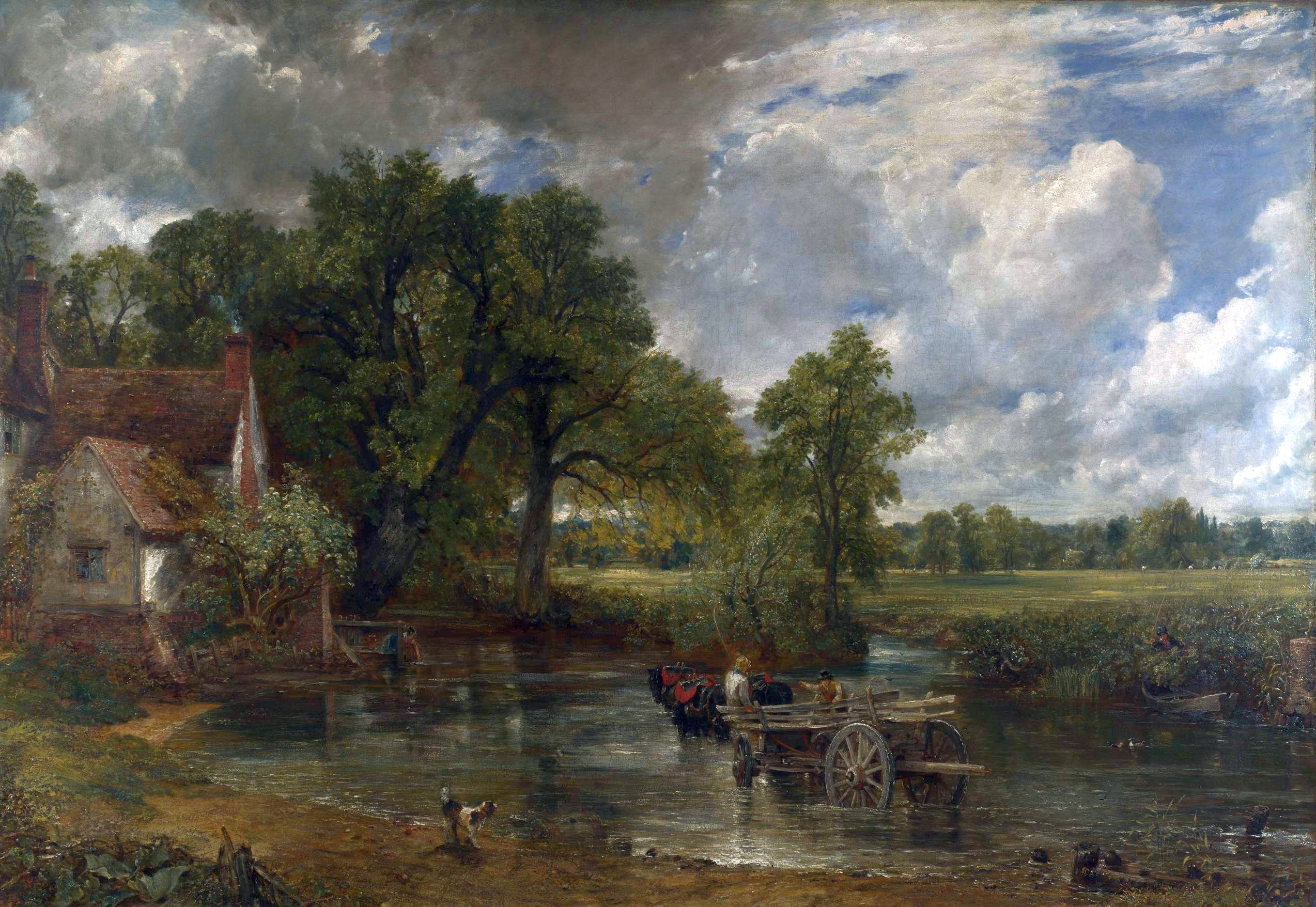
Джон Констебл Телега для сена. 1821 г. Холст, масло. 82 × 130 см. Лондонская Национальная галерея, Лондон
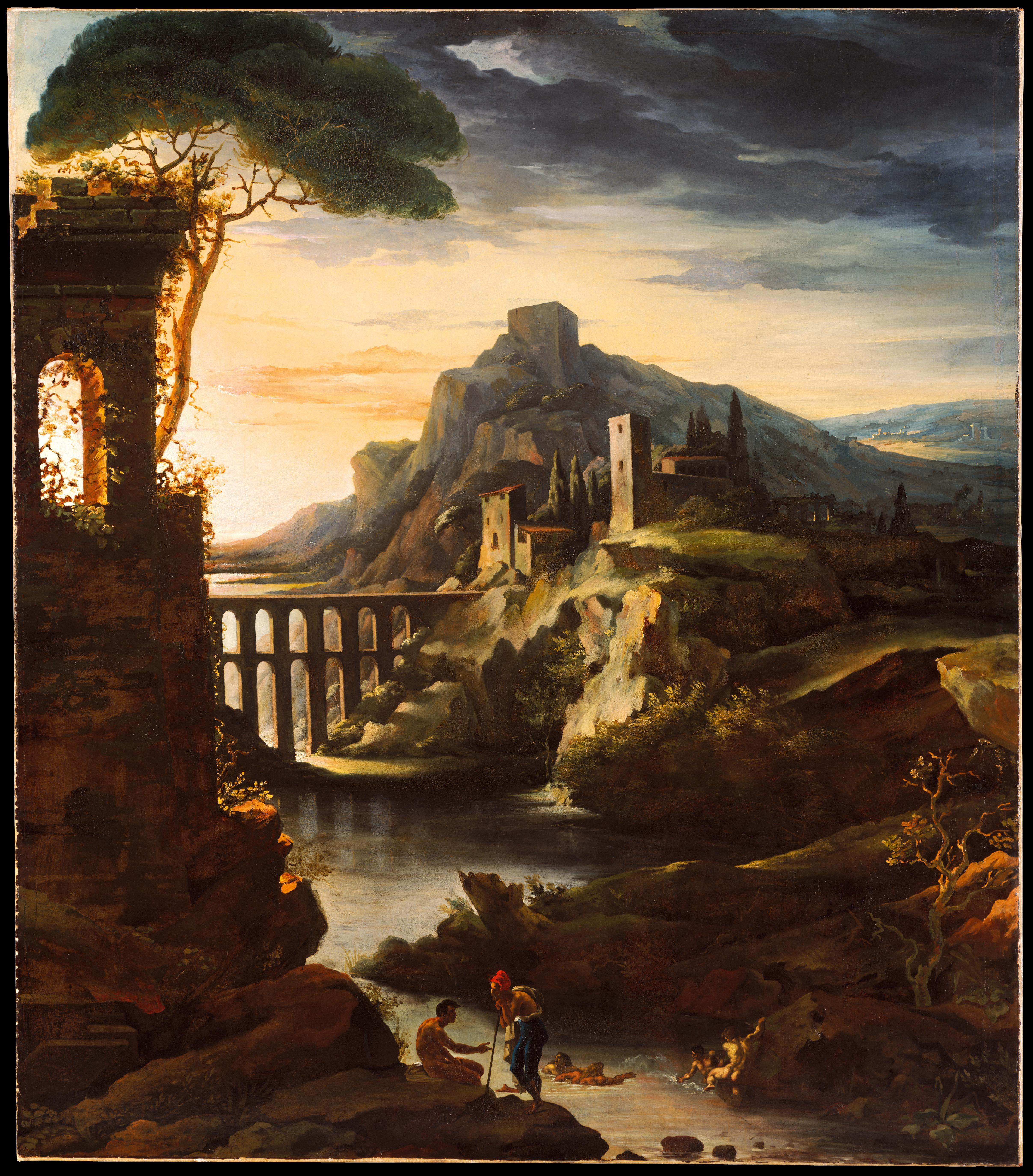
Теодор Жерико Вечер: Пейзаж с акведуком. 1818 г. Холст, масло. 250.2х219.7 см. Метрополитен-музей, Нью-Йорк
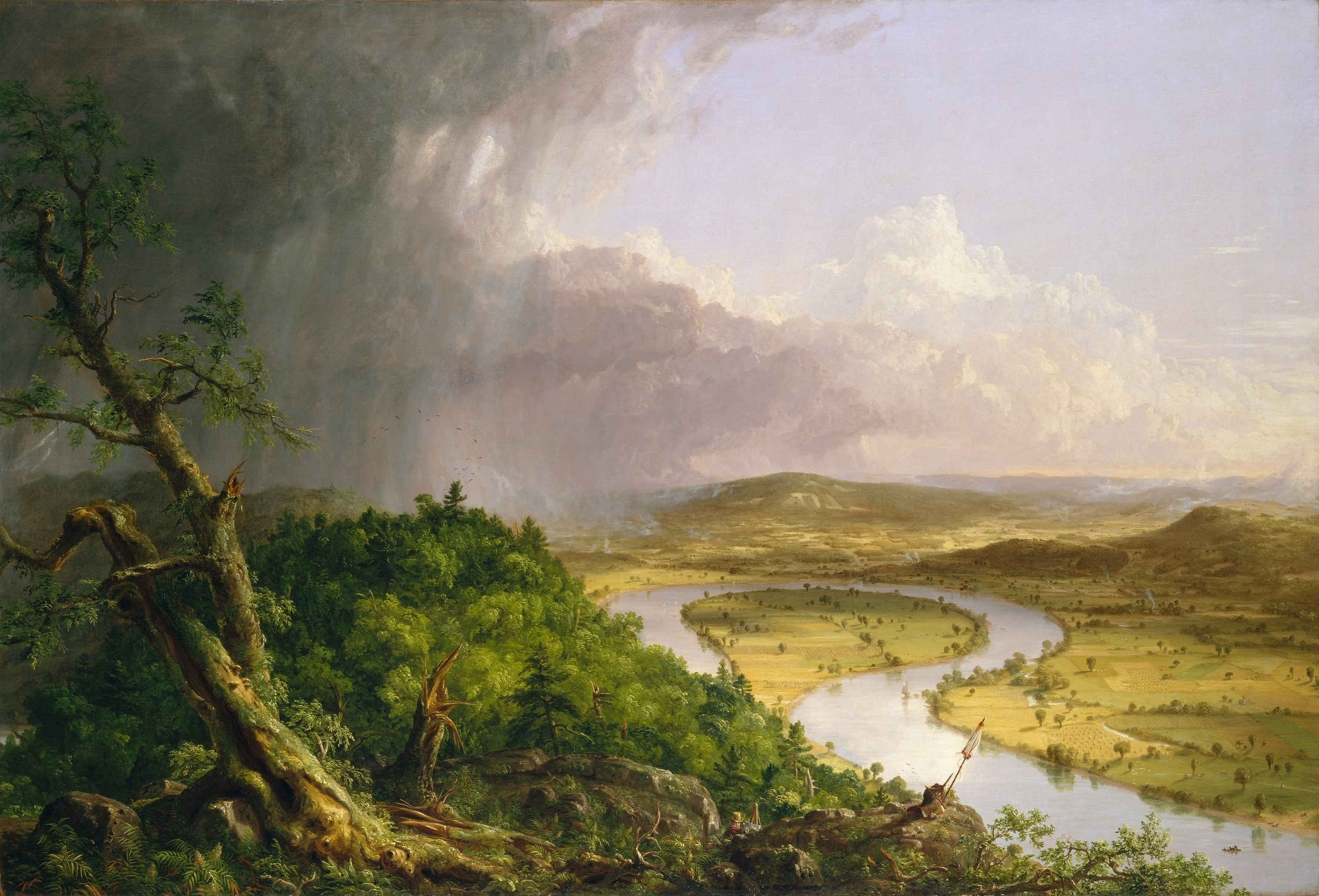
Томас Коул Оксбоу. 1836 г. Холст, масло. 130.8х193 см. Метрополитен-музей, Нью-Йорк